# Podział administracyjny Urugwaju
Urugwaj dzieli się obecnie na 19 departamentów (departamentos). Podział ten kształtował się przez cały XIX wiek. Początkowo w 1816 wydzielono 6 departamentów. Później wydzielano kolejne aż do 1885, kiedy powstał ostatni departament Flores.
| L.p. | Departament    | Ośrodek administracyjny | Ludność (spis 2004) | Powierzchnia (km²) | Gęstość zaludnienia (mieszk./km²) | Rok powstania |
| ---- | -------------- | ----------------------- | ------------------- | ------------------ | --------------------------------- | ------------- |
| 1    | Artigas        | Artigas                 | 78 019              | 11 928             | 6,5                               | 1884          |
| 2    | Canelones      | Canelones               | 485 028             | 4 536              | 106,9                             | 1816          |
| 3    | Cerro Largo    | Melo                    | 86 564              | 13 648             | 6,3                               | 1821          |
| 4    | Colonia        | Colonia del Sacramento  | 119 266             | 6 106              | 19,5                              | 1816          |
| 5    | Durazno        | Durazno                 | 58 859              | 11 643             | 5,1                               | 1822          |
| 6    | Flores         | Trinidad                | 25 104              | 5 144              | 4,9                               | 1885          |
| 7    | Florida        | Florida                 | 68 181              | 10 417             | 6,5                               | 1856          |
| 8    | Lavalleja      | Minas                   | 60 925              | 10 016             | 6,1                               | 1837          |
| 9    | Maldonado      | Maldonado               | 140 192             | 4 793              | 29,2                              | 1816          |
| 10   | Montevideo     | Montevideo              | 1 326 064           | 530                | 2502,0                            | 1816          |
| 11   | Paysandú       | Paysandú                | 113 244             | 13 922             | 8,1                               | 1820          |
| 12   | Río Negro      | Fray Bentos             | 53 989              | 9 282              | 5,8                               | 1868          |
| 13   | Rivera         | Rivera                  | 104 921             | 9 370              | 11,2                              | 1884          |
| 14   | Rocha          | Rocha                   | 69 937              | 10 551             | 6,6                               | 1880          |
| 15   | Salto          | Salto                   | 123 120             | 14 163             | 8,7                               | 1837          |
| 16   | San José       | San José de Mayo        | 103 104             | 4 992              | 20,7                              | 1816          |
| 17   | Soriano        | Mercedes                | 84 563              | 9 008              | 9,4                               | 1816          |
| 18   | Tacuarembó     | Tacuarembó              | 90 489              | 15 438             | 5,9                               | 1837          |
| 19   | Treinta y Tres | Treinta y Tres          | 49 318              | 9 529              | 5,2                               | 1884          |
|      | Urugwaj        |                         | 3 240 887           | 175 016            | 18,5                              |               |

|  |  |